# Théziers
Théziers är en kommun i departementet Gard i regionen Occitanien i södra Frankrike. Kommunen ligger i kantonen Aramon som tillhör arrondissementet Nîmes. År 2022 hade Théziers 1 070 invånare.

## Befolkningsutveckling
Antalet invånare i kommunen Théziers
Referens:INSEE